# Samme Givens
Pour les articles homonymes, voir Givens.
Samme Givens, né le 9 août 1989 à Philadelphie aux États-Unis, est un joueur américain de basket-ball. Il évolue au poste d'ailier fort.

## Parcours universitaire
- 2008 - 2012 :  Dragons de Drexel NCAA I

## Clubs successifs
- 2012 - 2013 :  Aris Leeuwarden (Eredivisie)
- 2013 - 2014 :  ALM Évreux (Pro B)
- 2014 - 2015 :  S.Oliver Würzbourg (Pro A - 2e division)
- 2015 - 2018 :  Maccabi Ra'anana (Liga Leumit)
- 2018 - 2019 :  Maccabi Haïfa (Liga Leumit)
- 2019 - 2020 :  Karhu Kauhajoki (Korisliiga)
- 2020 - :  Basket Ravenne (LegaDue)